# Ain't No Cure for Love
"Ain't No Cure for Love"- је песма, коју је написао канадски певач-текстописац Леонард Коен.
Прво ју је снимила америчка певачица Џенифер Уорнс на њеном трибјут-албуму из 1987. са песмама Леонарда Коена Famous Blue Raincoat а након тога се појавила и на Коеновом албуму из 1988. I'm Your Man.

## Тема и текст
Као што и само име сугерише, тема песме је распрострањена и уобичајена за песму о љубави. Међутим, текстови Уорнсове и снимљене Коенове верзије песме знатно се разликују једна од друге. У трајању: 3:22, у поређењу са Коенових  4:50, верзија Уорнсове из 1987. садржи пет строфа, у поређењу са шест Коенових, само прве две су исте као и на Коеновом албуму из 1988. године. У три преостале строфе, који су јединствене за њену верзију песме, Уорнс пева:
There ain’t no cure for love

There ain’t no cure for love

No pill no drug

It’s all been cut with stuff

I can’t get nothin' done

Can’t be with anyone

I don’t want your brother love

I want that other love

Ain’t no cure for love

I don’t expect a medal

Just because the scene got rough

And I see you’ve been so careful to forget how good it was

I’m never givin' in

Oh I’m never givin' up babe

There ain’t no cure

Oh there ain’t no cure for love

There ain’t no cure for love

Ain’t no cure for love

No pill no drug (no, no)

There’s nothin' pure enough

I can’t get nothin' done (no, no)

I can’t be with anyone

There ain’t no cure

There ain't no cure for love.
Међутим, напротив, сам Коен пева:
There ain’t no cure for love

There ain’t no cure for love

All the rocket ships are climbing through the sky

The holy books are open wide

The doctors working day and night

But they’ll never ever find that cure for love

There ain’t no drink no drug

(Ah tell them, angels)

There’s nothing pure enough to be a cure for love

I see you in the subway and I see you on the bus

I see you lying down with me, I see you waking up

I see your hand, I see your hair

Your bracelets and your brush

And I call to you, I call to you

But I don’t call soft enough

There ain’t no cure

There ain’t no cure

There ain’t no cure for love

I walked into this empty church, I had no place else to go

When the sweetest voice I ever heard, whispered to my soul

I don’t need to be forgiven for loving you so much

It’s written in the scriptures

It’s written there in blood

I even heard the angels declare it from above

There ain’t no cure

There ain’t no cure

There ain’t no cure for love

There ain’t no cure for love

There ain’t no cure for love

All the rocket ships are climbing through the sky

The holy books are open wide

The doctors working day and night

But they’ll never ever find that cure

That cure for love.